# Megan Oldham
Megan Oldham (Newmarket, 12 de mayo de 2001) es una deportista canadiense que compite en esquí acrobático, especialista en las pruebas de slopestyle y big air.
Ganó cuatro medallas en el Campeonato Mundial de Esquí Acrobático entre los años 2021 y 2025. Adicionalmente, consiguió siete medallas en los X Games de Invierno.
Participó en los Juegos Olímpicos de Pekín 2022, ocupando el cuarto lugar en el big air.

## Medallero internacional
| Campeonato Mundial | Campeonato Mundial     | Campeonato Mundial | Campeonato Mundial |
| Año                | Lugar                  | Medalla            | Prueba             |
| ------------------ | ---------------------- | ------------------ | ------------------ |
| 2021               | Aspen (Estados Unidos) | Medalla de bronce  | Slopestyle         |
| 2023               | Bakuriani (Georgia)    | Medalla de plata   | Slopestyle         |
| 2023               | Bakuriani (Georgia)    | Medalla de bronce  | Big air            |
| 2025               | Engadina (Suiza)       | Medalla de bronce  | Slopestyle         |

| X Games de Invierno | X Games de Invierno    | X Games de Invierno | X Games de Invierno |
| Año                 | Lugar                  | Medalla             | Prueba              |
| ------------------- | ---------------------- | ------------------- | ------------------- |
| 2020                | Hafjell (Noruega)      | Medalla de oro      | Big air             |
| 2021                | Aspen (Estados Unidos) | Medalla de plata    | Big air             |
| 2021                | Aspen (Estados Unidos) | Medalla de bronce   | Slopestyle          |
| 2022                | Aspen (Estados Unidos) | Medalla de plata    | Big air             |
| 2022                | Aspen (Estados Unidos) | Medalla de bronce   | Slopestyle          |
| 2023                | Aspen (Estados Unidos) | Medalla de oro      | Big air             |
| 2023                | Aspen (Estados Unidos) | Medalla de oro      | Slopestyle          |